# Tipula hypsistos
Tipula hypsistos är en tvåvingeart som beskrevs av Alexander 1962. Tipula hypsistos ingår i släktet Tipula och familjen storharkrankar. Inga underarter finns listade i Catalogue of Life.